# Vila Tolstói
Vila Tolstói é um bairro da Zona Leste, região Sudeste da cidade de São Paulo, localizado no distrito de Sapopemba.

## História
A Vila Tolstói surgiu por volta de 1924 quando foi idealizada como um novo loteamento para receber, principalmente, imigrantes russos, sendo batizada em honra do famoso escritor Liev Tolstói. Entre 1930 e 1943 o loteamento dobrou de tamanho e passou se chamar Vila Tolstói. Até a década de 1970, o bairro era pouco povoado. Em 1970 a prefeitura iniciou tímidas obras de regularização de vias públicas. Com o crescimento econômico do país no início dos anos 1970, o bairro atraiu milhares de migrantes nordestinos que se instalaram ali em busca de moradia própria, para fugir do alto custo dos aluguéis. A primeira favela (Tolstói) surgiu em 1971. Com o crescimento populacional, a Sabesp implantou a rede de água potável do bairro entre 1973 e 1976.
Com a implantação dos corredores de ônibus/trólebus em São Paulo (projeto Sistran), o bairro de Vila Tolstói recebeu em abril de 1980 uma das primeiras linhas diesel alimentadoras do corredor de trólebus do Corredor Paes de Barros.
Possui cerca de 30 mil habitantes, localiza-se próximo ao principal centro comercial do distrito da Avenida Sapopemba (entre o nº 8.000 e 9.500), local onde estão instaladas diferentes agências bancárias, comércio diversos e as grandes redes de eletro-eletrônicos, supermercados e escolas.
Pela dinâmica que a região está passando, a Vila Tolstói acaba de receber a construção da sede do Comando de Policiamento, com a instalação da futura sede do 19º Batalhão da Polícia Militar, um marco inédito para toda a população local, que além de receber uma policia melhor aparelhada, o local também servirá de interação com a comunidade, através de atividades desenvolvidos na área esportiva da corporação.
Com a construção do trecho da Linha 15 do Metrô de São Paulo, a Vila Tolstói passou a ter uma estação com seu nome, localizada na Avenida Professor Luis Inácio de Anhaia Melo, 7712. 